# Yemrehana Krestos
Yemrehana Krestos (llamado "Abraham" por el misionero portugués Francisco Álvares) fue un negus de Etiopía, miembro de la Dinastía Zagüe. De acuerdo a lo que dice Taddesse Tamrat, era hijo de Germa Seyum, el hermano de Tatadim. Sin embargo, el investigador italiano Carlo Conti Rossini publicó en 1902 un documento en que indicaba que fue sucesor de Na'akueto La'ab, siendo después sucedido por Yetbarak. Según el documento que Pedro Páez y Manuel de Almeida vieron en Axum, (donde es llamado "Imrah"), gobernó cuarenta años, un número sospechosamente redondo.
Taddesse Tamrat lo describe como el rey etíope más parecido a un sacerdote, ya que insistió en gobernar Etiopía de acuerdo a los cánones apostólicos. Francisco Álvares, un misionero y explorador portugués, dejó constancia de que Yemrehana Krestos comenzó la tradición de confinar a los competidores molestos por la sucesión imperial en Amba Geshen.

## Iglesia de Yemrehane Krestos

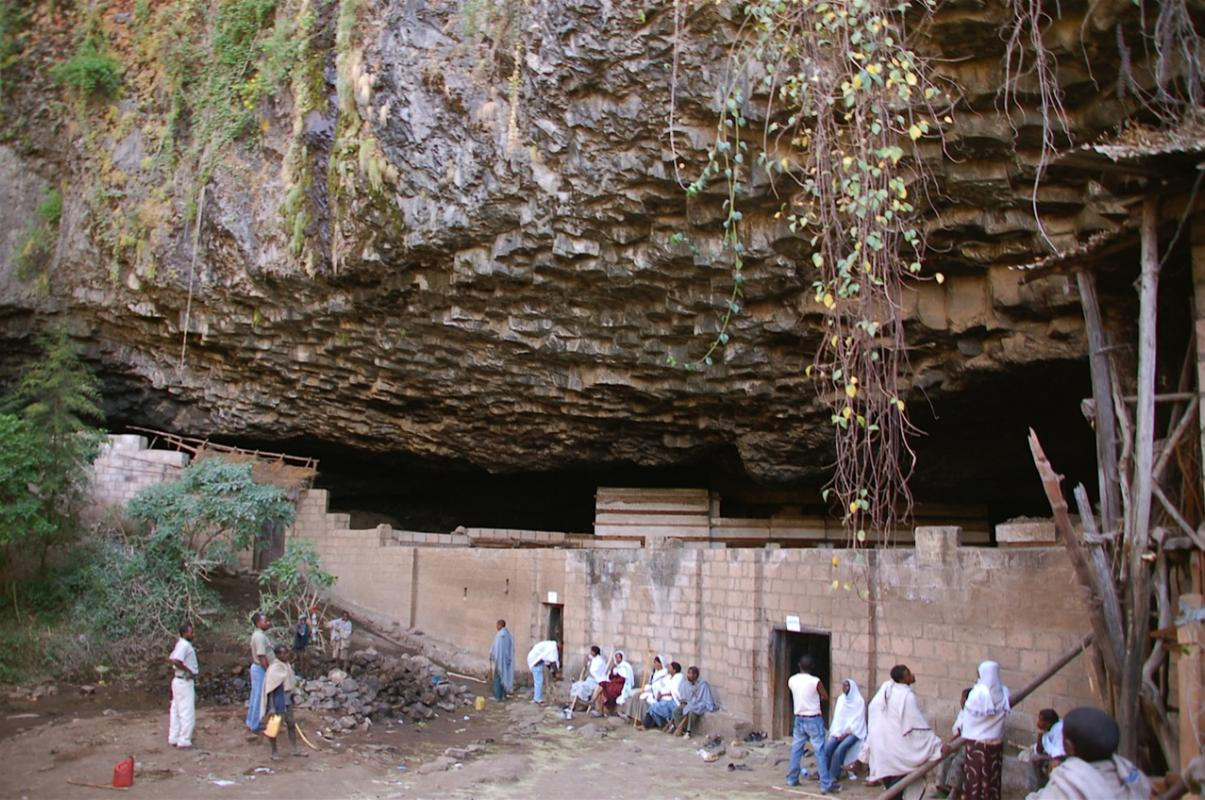
Yemrehana Krestos: Exterior de la gruta

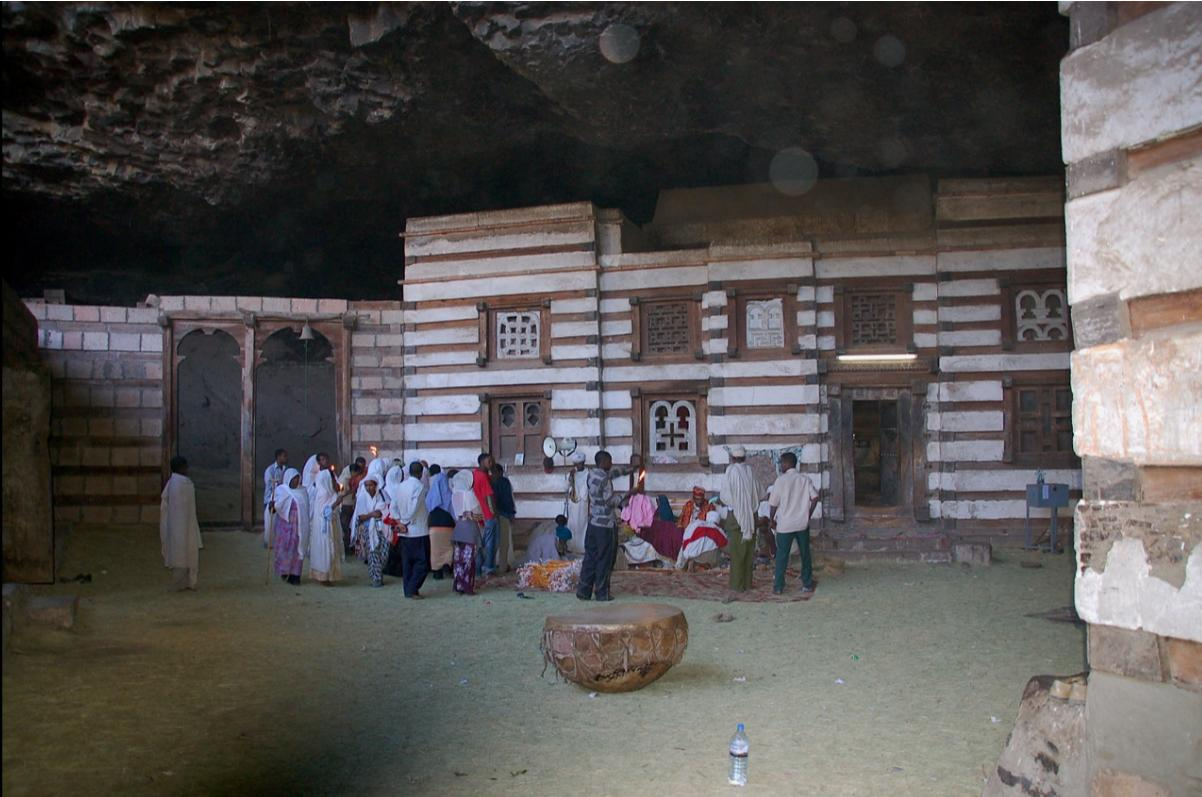
Yemrehana Krestos: Fachada

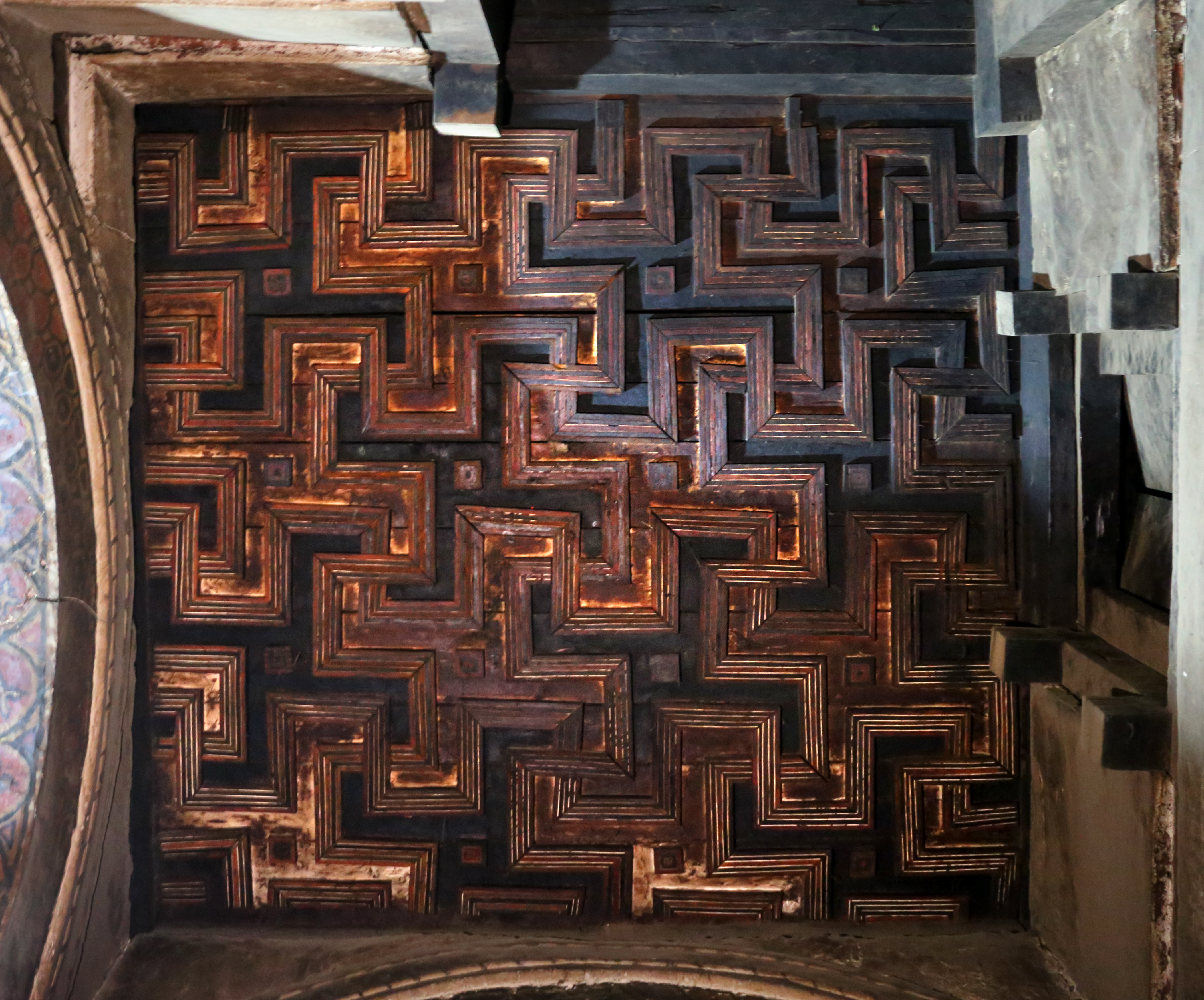
Yemrehana Krestos: Artesonado sobredorado de la bóveda

Se cree que Yemrehana Krestos encargó la construcción de la iglesia de piedra en estilo axumita que lleva su nombre. Localizada a 19 km de Lalibela, en dirección noreste, la iglesia se construyó exenta en medio de una gran cueva situada en el lado Oeste del Monte Abuna Yosef. La entrada a la cueva se encuentra cerrada por un muro moderno construido en los años 80 reemplazando a otro anterior.
Hasta la construcción de una carretera en el año 2000, según David Phillipson, sólo se podía alcanzar este lugar tras "un largo día de duro viaje en mula o a pie". El edificio es notable por mantener aún los rasgos constructivos que pueden verse en la iglesia de Debre Damo. Las pinturas murales de la parte alta de los muros de las naves son consideradas como las más antiguas de Etiopía. La cueva contiene una segunda estructura que la tradición indica como que sirvió como residencia del negus Yemrehana Krestos, aunque ahora se usa como residencia y almacén para los sacerdotes locales.
Álvarez dejó una descripción de cómo estaba la iglesia en el siglo XVI en su obra "Preste Juan de las Indias". Taddesse sugiere que la construcción de la iglesia recuerda la visita de una delegación etíope enviada al Califa Saladino en 1173. Se sabe que se presentaron en ella muchos regalos y una carta al Califa. En el Gadla Yemrehana Krestos, hay un pasaje en que se cuenta cómo la puerta de la iglesia procedía del palacio del propio califa. Esto coincidiría con la fecha que Phillipson da para la construcción de la iglesia, entre los siglos XI y XII. Paul B. Henze nos da una lista de algunas otras iglesias rupestres que pudieron se construidas por este rey.

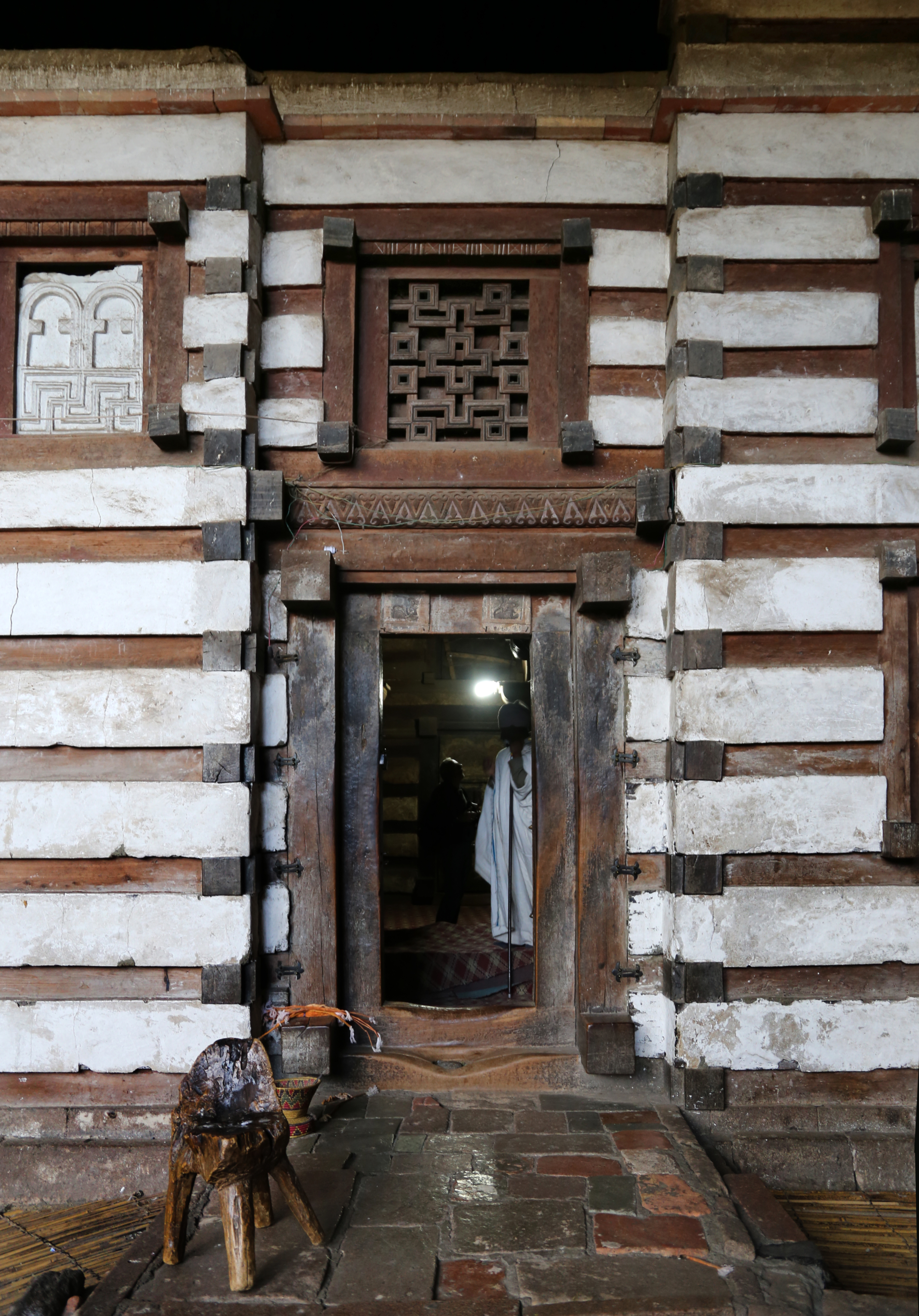
Yemrehana Krestos: puerta y ventana

| Predecesor: Germa Seyum | Negus Nagast S. XII | Sucesor: Kedus Harbe |